# Твой любящий друг
«Твой любящий друг» — советский мультипликационный фильм режиссёра Елены Бариновой, снятый по мотивам писем Льюиса Кэрролла к детям и его же рисункам. Один из мультфильмов по сценарию Андрея Хржановского, созданных на основе художественных, литературных и музыкальных произведений классиков.

## Сюжет
Льюис Кэрролл, автор прославленной книги «Алиса в стране чудес», сочинил ещё множество удивительных историй. Некоторые из них подарил своим друзьям — детям в письмах к ним.
Письмо Эдите. История о странном джентльмене, который сидел в одном купе с Кэрролом и странно разговаривал. Кэрролл отвечал ему в том же духе. А в конце письма: «Кстати, реши задачку. Кошка съедает мышь за одну минуту. За сколько времени кошка съест 60 тысяч мышей? Я думаю, что скорее мышки съедят кошку!»
Письмо Берту. История о визите трёх кошек, и о трёх колокольчиках, которые нужны, чтобы звонить перед обедом. Затем кошки гонялись с колокольчиками по дому.
Письмо Гертруде. История о тяжёлом письме и почтальоне. Подписано: «Твой любящий друг Льюис Кэрролл».

## Создатели
| Автор сценария             | Андрей Хржановский                                                        |
| Кинорежиссёр               | Елена Баринова-Нечаева                                                    |
| Художники-постановщики:    | Наталия Чернышёва, Юрий Ващенко                                           |
| Композитор                 | Владимир Быстряков                                                        |
| Кинооператор               | Анатолий Гаврилов                                                         |
| Звукооператор              | Виктор Щиголь                                                             |
| Художники-мультипликаторы: | Александр Лавров, Л. Ткачикова, Сергей Кушнеров, М. Яремко, Игорь Ковалёв |
| художники:                 | Т. Черни, О. Янковская, Л. Снежко, А. Лапа                                |
| ассистент режиссёра        | В. Рябкина                                                                |
| Монтаж                     | Татьяны Васильевой                                                        |
| Редактор                   | Светлана Куценко                                                          |
| Директор съёмочной группы  | Иван Мазепа                                                               |

## Признание и оценки
Мультфильм был включён в ретроспективу Андрея Хржановского на Большом фестивале мультфильмов в Москве 2011 года.
Заслуженный учитель Евгения Семёновна Абелюк, автор учебника по русской литературе XX века для классов с углублённым изучением литературы, рекомендовала этот мультфильм, в числе других работ Хржановского, основанных на рисунках известных писателей и художников и «„погружающих“ в живопись, поэзию, музыку» к показу старшеклассникам.

## Издания
- На DVD в сборнике мультфильмов «Соломенный бычок»[3].